# グレート宇野
グレート宇野（ぐれーと うの、1931年11月7日 - 2002年6月）は、歌手、タレント、俳優。ニックネーム「沖縄の海坊主」。

## 来歴
『NHKのど自慢』（NHK）全国大会に優勝。菊田一夫にスカウトされ、東宝演劇部に所属。東宝現代劇十期生として舞台で活躍。また、『ぎんざナイトナイト』（TBS）にレギュラー出演。
歌手としては、「男のさすらい唄」でデビュー。代表曲に「ほんのはずみさ」がある。
また、「沖縄海洋博」でのショーで来沖したのを機会に、沖縄に永住。ウチナンチュー・タレントとして、沖縄のテレビ・ラジオで活躍。また、那覇市の若松問屋街に「ゆりーか」というカラオケ・スナックを経営していた。

## 出演

### 映画
- 昼下りの情事 変身（1973）
- 色道講座 のぞき専科（1973）
- 卓のチョンチョン（1974）
- パラダイスビュー（1985）
- ウンタマギルー（1989）

### テレビドラマ
- 大江戸捜査網II（1972）
- ママはライバル（1973）